# Fluvius
Fluvius is de Belgische netbeheerder van elektriciteit en aardgas in alle gemeenten van het Vlaams Gewest. Naast het beheer van de openbare verlichting, verzorgt het ook het kabeltelevisie- en rioleringsnet in een honderdtal gemeenten. In 15 gemeentes wordt een warmtenet beheerd door het nutsbedrijf. Het bedrijf telt ruim 5000 medewerkers. Toezicht over Fluvius gebeurt door de Vlaamse Nutsregulator.

## Structuur
Fluvius is eigendom van elf Vlaamse intergemeentelijke samenwerkingen - Fluvius Antwerpen, Fluvius Limburg, Fluvius West, Gaselwest, Imewo, Intergem, Iveka, Iverlek, PBE, Riobra en Sibelgas - elk op hun beurt volledig eigendom van de 300 Vlaamse gemeenten.

## Geschiedenis
Op 1 juli 2018 ontstond Fluvius uit de fusie van Eandis en Infrax. Vanaf 7 februari 2019 verdwenen de namen “Eandis” en “Infrax” uit het straatbeeld, en blijft enkel “Fluvius” zichtbaar.
Vanaf eind 2021 kampte Fluvius met een hardnekkig probleem van geblokkeerde energiefacturen, als gevolg van de introductie van het nieuwe Atrias-dataplatform. Eind 2024 legde de Vlaamse Nutsregulator daarom aan Fluvius een boete op, met een dwangsom van 2.500 euro per dag. Op 1 mei 2025 liepen de dwangsommen nog steeds op, vanwege aanhoudende blokkering van een aantal facturen. Sommige huishoudens wachtten toen al meer dan drie jaar op hun energiefacturen.

### 2025
Fluvius is in 2025 op zoek naar een kapitaalinjectie om de investeringen in het elektriciteitsnet aan te kunnen. De netbeheerder heeft in 2026 al 1 miljard euro extra nodig en tegen 2030 zelfs 1,7 à 2 miljard. Dat kapitaal is nodig om het net klaar te krijgen voor de komst van onder andere meer zonnepanelen, elektrische wagens en warmtepompen.
De Vlaamse regering wil in 2025 via haar investeringsvehikel PMV 1,56 miljard euro investeren in het elektriciteitsnet, al dan niet rechtstreeks in de netbeheerder Fluvius zelf. Fluvius had in juni nog laten weten dat het dringend extra geld nodig had, via hogere nettarieven of privé-investeerders. Maar de Vlaamse regering heeft beslist te depanneren met Vlaams belastinggeld. Anders riskeerde de netbeheerder in augustus een lagere kredietwaardigheidsbeoordeling door het ratingagentschap Moody's. Een opmerkelijke zet, want de acht energie-intercommunales die onder de koepel Fluvius zitten, zijn volledig in handen van de gemeenten.
In ruil voor 1,5 miljard euro vers kapitaal wil Vlaams minister van Energie Melissa Depraetere snoeien in de intercommunale tussenstructuren van netbeheerder Fluvius. Er zou één distributienettarief voor heel Vlaanderen komen.

## Kritiek
Peter Reekmans, burgemeester van Glabbeek, klaagde in 2025 in een opiniestuk de veelheid aan intercommunales aan en de politieke benoemingen, wat de kost opdrijft.

### Bestuur
| Periode      | Voorzitter |
| ------------ | ---------- |
| 2018 - 2022  | Piet Buyse |
| 2022 - heden | Wim Dries  |

| Periode      | CEO              |
| ------------ | ---------------- |
| 2018 - heden | Frank Vanbrabant |